# 佩多里杜
佩多里杜是葡萄牙阿威罗区的一个堂区。总面积11.96平方公里，总人口1593人，人口密度133.2人/平方公里。